# Hasle
För andra betydelser, se Hasle (olika betydelser).
Hasle är en tätort på Bornholm i Region Hovedstaden i Danmark. Tätorten har 1 637 invånare (2024). Hasle ligger på öns västkust, cirka 9,5 kilometer norr om Rønne. Hasle var centralort i Hasle kommun fram till år 2003.
I Hasle inrättades 1882 Hasle Redningsstation av det Bornholmske Redningsvæsene.